# Шахта имени 70 лет СССР
Шахта имени 70 лет СССР, 70-летия СССР, (КН 403-10) — карстовая пещера вертикального типа (шахта) на плато горного массива Бабуган-яйла в Крыму. Относится к Горно-Крымской карстовой области.

## Описание
Поиск пещер на Бабугане проводился в 1963 году экспедицией МГУ. Ею было описано около 30 пещер. С тех пор плато было отмечено как неперспективный спелеорайон. Его освоение продолжалось, в основном силами местных крымских энтузиастов. Наиболее замечательным достижением второй половины 1980-х было открытие алуштинскими спелеологами В. Крапивиным, А. Лысенко и другими шахты названной ими "Имени 70-летия СССР".
Кадастровый номер пещеры — 403-10. Глубина 150 м, длина 165 м, категория сложности 2А.
Пещера 70-ти летия СССР состоит из каскада колодцев, которые имеют глубину от 6 до 60 м. Пещера камнепадна и простреливается насквозь. Вниз ход несколько расширяется. На входе это узкая щель, ствол же придонного 60 м колодца у основания имеет размеры 8 x 5 м. Пещера заканчивается глиняной пробкой. Ток воздуха отсутствует. Шахта 70-ти летия СССР находится в стороне от русел основных  временных водотоков. Тем не менее, во время ливней там происходят ударные паводки. Паводковая волна нарастает за несколько минут и опасна уже на предвходовом колодце, что нетипично для пещер Крыма.